# Електровогневе висадження
Електровогневе висадження (рос.электроогневое взрывание, англ. electric cap-and-fuse blasting; нім. elektrische Zündschnurzündung f) — спосіб вогневого висадження, при якому вогнепровідний шнур запалювальної трубки запалюється з допомогою електрич. засобів ініціювання.
Застосовується головним чином при висадженні шпурових і накладних зарядів на відкритих і підземних гірн. розробках (крім шахт і рудників небезпечних за газом або пилом), при геол.-розвідувальних роботах і в будівництві. Як електричні засоби ініціювання при Е.в. застосовують електрозапалювальну трубку (ЕЗТ) і електрозапалювач вогнепровідного шнура (ЕЗВШ), які являють собою гільзу, в донній частині якої розміщена запалювальна суміш та електрозапалювач (ЕЗ). Конструкція і параметри ЕЗ такі ж, як і у електродетонаторів (ЕД) нормальної чутливості до струму.
ЕЗТ і ЕЗВШ використовують для одиночного і групового висадження зарядів. Е.в., в порівнянні з вогневим, дозволяє висаджувати більше число зарядів у певній послідовності, підвищити продуктивність праці підривників, забезпечити достатню безпеку і ефективність робіт.